# Mohammad Kesztkar
Mohammad Mahdi Abbas Kesztkar (pers. محمدمهدی کشتکار; ur. 2001) – irański zapaśnik walczący w stylu klasycznym. 
Srebrny medalista mistrzostw Azji w 2025 roku. 